# Lista chorążych reprezentacji Namibii na igrzyskach olimpijskich
Lista chorążych reprezentacji Namibii na igrzyskach olimpijskich – lista zawodników i zawodniczek reprezentacji Namibii, którzy podczas ceremonii otwarcia nowożytnych igrzysk olimpijskich nieśli flagę Namibii.

## Chronologiczna lista chorążych
| Lp. | Rok i miejsce   | Chorąży            | Dyscyplina        |
| --- | --------------- | ------------------ | ----------------- |
| 1   | 1992, Barcelona | Frankie Fredericks | Lekkoatletyka     |
| 2   | 1996, Atlanta   | Friedhelm Sack     | Strzelectwo       |
| 3   | 2000, Sydney    | Ali Nuumbembe      | Boks              |
| 4   | 2004, Ateny     | Paulus Ambunda     | Boks              |
| 5   | 2008, Pekin     | Mannie Heymans     | Kolarstwo górskie |
| 6   | 2012, Londyn    | Gaby Ahrens        | Strzelectwo       |
| 7   | 2016, Rio       | Jonas Junias       | Boks              |
| 8   | 2020, Tokio     | Jonas Junias       | Boks              |
| 8   | 2020, Tokio     | Maike Diekmann     | Wioślarstwo       |